# 袁義
袁義（？—1399年），安徽庐江人。明朝初期军事将领。
其本姓张，为张德胜族弟。最初为雙刀趙總管，守卫安庆。后左君弼试图招抚，不从。此后张德胜战死后，其归顺朱元璋。任帳前親軍元帥，并赐名，此后数次征伐，累功为興武衛指揮僉事。之后跟随徐达北伐，在通州击败元平章俺普達等人，追赶賀宗哲、詹同，功劳最大。后跟随平定陕西，击败元豫王部队。后与其他将领合力攻破慶陽。当时张良臣部队多次率众在袁義军营前挑衅，袁義不为所动，仍然坚守并待其松懈后进攻。之后与大军在定西大败擴廓，并在南面攻下興元。之后晋升本衛同知，調羽林衛，移鎮遼東。
之后，跟随沐英征讨云南，平定普定諸城，留鎮楚雄。当时地方屡次叛变，袁義积粮进行长久战，后升任楚雄衛指揮使。当时入朝，朱元璋十分厚爱，并认为其年老，命医生为其染胡须鬓角，以震慑外人，并且特意赐银印以示恩宠。后二十多年，袁義在外屯田修筑桥梁等设施，受到军民爱戴。建文元年，征讨归还后任右軍都督府僉事，進同知，后死于任上。